# Cumalıkızık
Cumalıkızık je selo u općini Yıldırım, u pokrajini Bursa, zapadna Turska, oko 10 km istočno od grada Burse, u podnožju planine Uludağ. Njegova povijest se upravo veže za Bursu i osnutak Osmanskog carstva; naime Cumalıkızık je osnovano kao vakuf (zadužbina) grada Burse i kroz ranu povijest Osmanlija bilo je jedno od sela u zaleđu koja su izravno opskrbljivali grad na obali. Kako je ono jedino selo ovog sustava koje je opstalo, i to uvelike sačuvane rane osmanske arhitekture, Cumalıkızık je 2014. godine, zajedno s Bursom, upisano na UNESCO-ov popis mjesta svjetske baštine u Aziji.
Njegov naziv dolazi od turske riječi cuma (tur. za „petak”), čime se naglašava važnost ovog dana određenog za muslimansku molitvu i okupljanja, te imena jednog od izvornih Oguza (turskijskog plemena), Kızıka. Tako obližnja sela, ali manje sačuvana, nose imena: Değirmenlikızık, Derekızık, i Hamamlıkızık.

## Odlike
Etnografski muzej Cumalıkızıka posjeduje bogatu zbirku predmeta iz ranog turskog razdoblja, dok su tradicijske kuće napravljene od drveta, adobea i kamena lomljenca. U selu se danas nalazi 270 povijesnih kuća od kojih se u njih 180 još uvijek živi. Većina ih je podijeljena na tri stambene jedinice, gornji katovi imaju čardake (erkere izbačene u vanjski prostor), a ručke i alke za kucanje na vratima su od lijevanog željeza. Uske ulice bez nogostupa su popločane oblutcima, te imaju karakteristični jarak koji ide kroz sredinu ulice kako bi služio za odvod kišnice i otpada.
Džamija, česma Zekiye Hatuna uz džamiju i hamam s kupolom su izvorne građevine iz Osmanskog carstva, dok se na obroncima sela nalaze i ruševine bizantske crkve, otkrivene 1967. god.